# Söderhamns FF
Söderhamns FF, bildad 28 januari 1986, är en fotbollsförening i Söderhamn. Hemmamatcherna spelas på Helsinge Hus Arena (Hällåsen), vilken invigdes den 25 juli 1987. Föreningen bildades efter att Söderhamns IF:s fotbollssektion lades ner. Som bäst har SFF spelat i den tredje högsta serien, säsongerna 1998-1999 och 2001-2002 i dåvarande division II. Föreningen har även spelat i division II sedan serien blev den fjärde högsta serien,  2008-2009 och 2014-2017. Säsongen 2022 spelade laget i division III. Klubben kom även på tredjeplats i SM i Futsal, herrar, 2007 samt 2012.

## Kända spelare
- Petter Hansson
- Johan Oremo
- Emil Oremo
- Henrik Westberg
- Thomas Hedlund
- Christian Lundström